# Bravo-Jahrescharts 1972
Ein 15-jähriges Mädchen namens Juliane Werding beschrieb in der Coverversion von The Night They Drove Old Dixie Down von Joan Baez den Drogentod von Conny Kramer und hatte damit den größten Hit des Jahres. Christian Anders hatte seinen ersten Riesenhit mit Es fährt ein Zug nach Nirgendwo. Mit diesem Lied wurde er zu einer der Schlager-Ikonen der 1970er Jahre. Der drittplatzierte Don McLean schrieb mit American Pie einen Song, der ihm auch Jahrzehnte später noch durch die Version von Madonna kräftige Tantiemen einbringen sollte. Der größte Teil der Charts wurde erneut vom Glam Rock geprägt.

## Bravo-Jahrescharts 1972
1. Am Tag als Conny Kramer starb – Juliane Werding – 412 Punkte
2. Es fährt ein Zug nach Nirgendwo – Christian Anders – 367 Punkte
3. American Pie – Don McLean – 344 Punkte
4. Metal Guru – T. Rex – 318 Punkte
5. Eine neue Liebe ist wie ein neues Leben – Jürgen Marcus – 308 Punkte
6. Hello-A – Mouth and MacNeal – 292 Punkte
7. Poppa Joe – The Sweet – 284 Punkte
8. Sacramento – Middle of the Road – 283 Punkte
9. Heart of Gold – Neil Young – 275 Punkte
10. Amarillo – Tony Christie – 273 Punkte

## Bravo-Otto-Wahl 1972 (Januar)
1972 wurden erstmals zwei Otto-Wahlen durchgeführt. Im Januar für die Stars des Jahres 1971 und im Dezember für die Stars des Jahres 1972. Dieser Wahlzeitpunkt wurde ab diesem Moment beibehalten.

### Beat-Gruppen
1. Goldener Otto: T. Rex
2. Silberner Otto: Middle of the Road
3. Bronzener Otto: The Sweet

### Sänger
1. Goldener Otto: Chris Roberts
2. Silberner Otto: Ricky Shayne
3. Bronzener Otto: Roy Black

### Sängerinnen
1. Goldener Otto: Daliah Lavi
2. Silberner Otto: Manuela
3. Bronzener Otto: Katja Ebstein

## Bravo-Otto-Wahl 1972 (Dezember)

### Beat-Gruppen
1. Goldener Otto: The Sweet
2. Silberner Otto: T. Rex
3. Bronzener Otto: Alice Cooper

### Sänger
1. Goldener Otto: Jürgen Marcus
2. Silberner Otto: Chris Roberts
3. Bronzener Otto: Neil Diamond

### Sängerinnen
1. Goldener Otto: Juliane Werding
2. Silberner Otto: Melanie
3. Bronzener Otto: Daliah Lavi